# 6570 Tomohiro
6570 Tomohiro este un asteroid din centura principală, descoperit pe 6 mai 1994, de Kin Endate și Kazuo Watanabe.